# Víctor Manuel Pérez Rojas
Víctor Manuel Pérez Rojas (Las Mercedes del Llano, Guárico, 17 de octubre de 1940-Caracas, 12 de noviembre de 2019) fue un obispo católico, obispo emérito de la diócesis de San Fernando de Apure. Fue el primer obispo auxiliar de la arquidiócesis de Calabozo.

## Biografía
Nació en Las Mercedes del Llano (Edo. Guárico), el 17 de octubre de 1940. Falleció el 12 de noviembre de 2019 a los 79 años en la clínica La Floresta, en Caracas, a causa de una insuficiencia cardíaca complicada con una diabetes.

### Estudios y Títulos obtenidos
- Estudió su primaria en el Grupo Escolar Mons. Rodríguez Álvarez en Las Mercedes del Llano, su pueblo natal.
- Latinidad y Bachillerato en el Seminario San José de Calabozo.
- Cursó la Filosofía en el Seminario Divina Pastora de Barquisimeto y la Sagrada Teología en el Seminario Interdiocesano Santa Rosa de Lima de Caracas.

#### Seminarista.
Compartió su etapa seminaristica con otros seminaristas que Dios también les daría la dignidad episcopal, como lo son Mons. Joaquín Morón quien fue el I Obispo de la diócesis de Valle de la Pascua y también I Obispo de la diócesis de Acarigua-Araure, de feliz memoria; Mons. Baltazar Porras (Arzobispo de Mérida), Mons. Rafael Conde (Obispo de Maracay); Mons. Roberto Lückert León (Arzobispo de Coro); y Mons. Cardenal Jorge Urosa Savino, Arzobispo de Caracas.

### Sacerdote
Ordenado sacerdote, en su pueblo natal, el 11 de septiembre de 1965. Por Mons. Miguel Antonio Salas Salas.

#### Cargos
- Vicario cooperador de Nuestra Señora de la Candelaria, en Valle de la Pascua (1965-1966).
- Párroco de Nuestra Señora del Carmen de Zaraza (1966-1968).
- Rector del Seminario Diocesano de Calabozo (1968-1971).
- Párroco de la Santísima Trinidad de Valle de la Pascua (1971-1974).
- Vicario foráneo y párroco de Nuestra Señora de la Candelaria en Valle de la Pascua (1974-1986).
- Vicario capitular de la diócesis de Calabozo (1979-1980).
- Cura y vicario de San Juan de los Morros (1986-1998).

## Episcopado

### Obispo auxiliar de Calabozo
El 23 de junio de 1998, el Papa Juan Pablo II lo nombró Obispo Titular de Tagaria y Obispo Auxiliar de la Arquidiócesis de Calabozo.
Fue Ordenado Obispo el 23 de junio de 1998 en la Catedral de Calabozo por Mons. Helímenas de Jesús Rojo Paredes, fueron los obispos Co-Consagrantes: Mons. Miguel Antonio Salas Salas, Arzobispo Emérito de Mérida, y Mons. Baltazar Porras Arzobispo de Mérida.

### Administrador Apostólico y Obispo de San Fernando de Apure
El 31 de agosto de 2001, es nombrado Administrador Apostólico “Sede Vacante” de la diócesis de San Fernando de Apure y el 7 de noviembre de 2001 es nombrado por Su Santidad Juan Pablo II, IV Obispo de la diócesis de San Fernando de Apure, tomando posesión canónica el día 12 de diciembre del mismo año.

### Obispo Emérito de San Fernando de Apure
El 15 de julio de 2016, el Papa Francisco aceptó su dimisión como Obispo de San Fernando de Apure, y designó al Excmo. Mons. Alfredo Enrique Torres Rondón, Obispo Auxiliar de Mérida, V Obispo de la diócesis de San Fernando de Apure.
Había presentado su dimisión por motivos de edad.

## Fallecimiento
Mons. Víctor Manuel Pérez Rojas falleció el 12 de noviembre de 2019, a los 79 años de edad, en la ciudad de Caracas.

## Escudo Episcopal
Este escudo está dividido en tres (3) cuarteles o cantones.

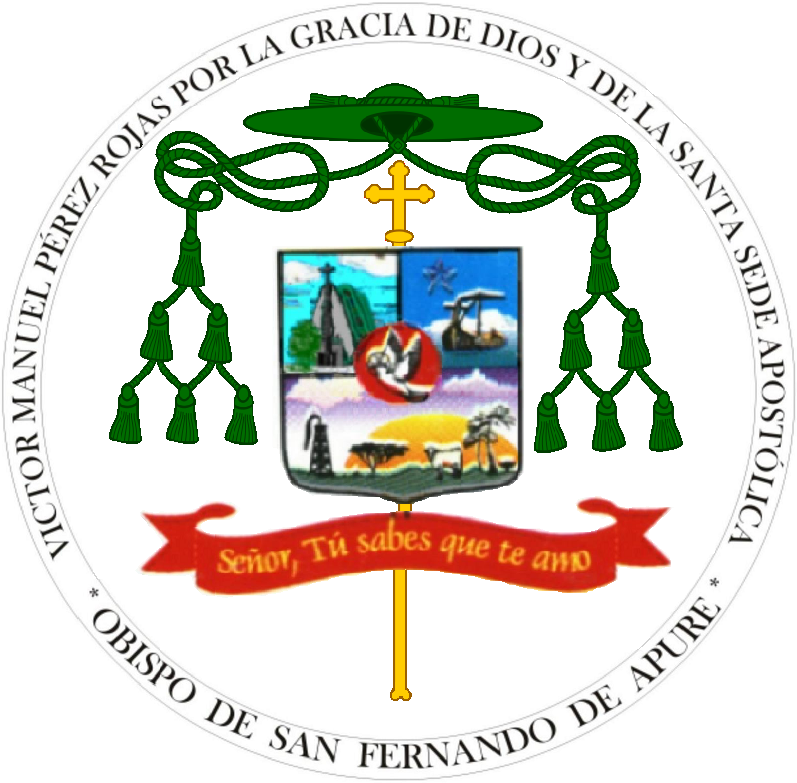
Escudo Episcopal del Obispo de San Fernando de Apure, Monseñor Víctor Manuel Pérez Rojas

En el cuartel derecho, sobre el fondo de un cielo despejado, está la Santa Iglesia Catedral, madre de todas las Iglesias de la diócesis de San Fernando de Apure y sede o cátedra de Mons. Víctor Manuel Pérez Rojas.
En el cuartel izquierdo en campo azul, color que simboliza realismo, majestad y hermosura, ondea una barca al natural que simboliza la Iglesia a quien nuestro prelado ha servido con amor creciente. La estrella en el firmamento, símbolo de la Santísima Virgen María, madre de Dios y madre de la Iglesia; ella indica el norte de su ministerio Episcopal.
El cuartel inferior abarca la mitad del escudo, donde en policromado paisaje se dibuja el panorama llanero con su flora, su fauna y su minería, tierra que vio nacer, crecer y trabajar a Mons. Víctor Manuel; donde ha ejercido su ministerio, donde ha sembrado la fe y las letras, donde ha sembrado su vida, su amor y donde por la gracia de Dios y disposición del Santo Padre el Papa, seguir realizando su ministerio santo, con la altísima investidura del Episcopado.
En el centro, iluminando los tres cuarteles en un haz de fuego rutilante, el Espíritu Santo en forma de blanca paloma, que acompaña y guía al Obispo en la sagrada misión apostólica que la santa madre Iglesia le reclama en la diócesis de San Fernando de Apure.
El Lema (del Obispo): “Señor, tú sabes que te amo” (Jn 21, 17), inscrito sobre una banderola roja que evoca el amor, la fidelidad, el valor, la intrepidez y el sacrificio, virtudes consustanciales al ejercicio pastoral. Este emblema en la humilde confesión de Pedro testimonia la inquebrantable fidelidad de nuestro Obispo a la Madre Iglesia.
El escudo reposa sobre una Cruz Pastoral Procesional de oro, que representa el ministerio Episcopal. Todo timbrado por el Capelo (sombrero) y las borlas en sinople (verde) evocador de la esperanza, de la abundancia y de la libertad como atributos de la dignidad recibida y ejercida.

## Galería
|                                            |
| D. Víctor, con sus compañeros seminaristas |

|                                    |
| El día de su ordenación sacerdotal |

|                                |
| Misa en San Juan de los Morros |

|                                            |
| D. Víctor con seminaristas de San Fernando |

|                    |
| Con monseñor Salas |

|                                        |
| Llegando a la diócesis de San Fernando |

|                       |
| Como capellán militar |

|                                       |
| D. Víctor con el clero de su diócesis |

|                       |
| En misa con los niños |

## Sucesión
| Predecesor: Mons. Luigi Sposito               | V Obispo Titular de Tagaria Desde el 9 de mayo de 1998 hasta el 7 de noviembre de 2001          | Sucesor: Mons. José Benedito Simão           |
| Predecesor: NO APLICA                         | Obispo auxiliar de Calabozo Desde el 9 de mayo de 1998 hasta el 7 de noviembre de 2001          | Sucesor: NO APLICA                           |
| Predecesor: Mons. Mariano José Parra Sandoval | IV Obispo de San Fernando de Apure Desde el 7 de noviembre de 2001 hasta el 15 de julio de 2016 | Sucesor: Mons. Alfredo Enrique Torres Rondón |